# Žana Novaković
Žana Novaković ( em sérvio:  Жана Новаковић  ; nascida em 24 de junho de 1985) é uma esquiadora alpina da Bósnia e Herzegovina  que competiu pela Bósnia e Herzegovina nos Jogos Olímpicos de Inverno de 2010 .  Ela carregou a bandeira de seu país na cerimônia de abertura dos Jogos Olímpicos de Inverno de 2010 .  Ela também competiu no FIS Alpine World Ski Championships 2011 . 